# 1000円自販機
1000円自販機は、ランダムで商品が出てくる自動販売機の一種。カプセルトイ形式のものは特に1000円ガチャとも呼ばれる。いずれも、購入価格が1000円であることから名前がついた。

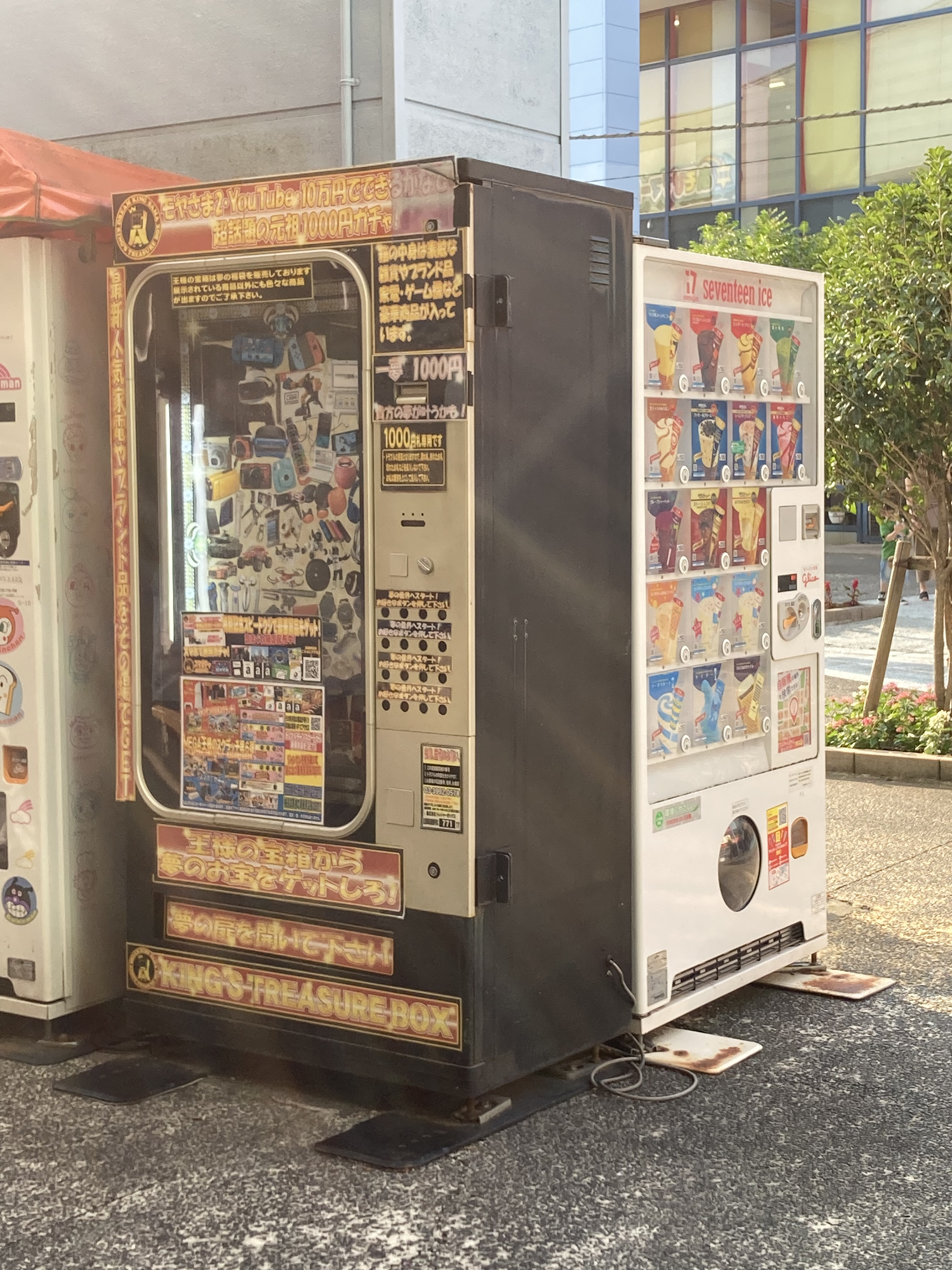
一般的な1000円自販機

## 概要
1回1000円の1000円自販機は、1000円を入れ、お好きなボタンを押し、そうすると下から大きさの異なる白い箱が出る。中身は何が入っているのかは分からない設定。大当たりの紙が付いた白い箱が出てくる事もあるが、中々出ない様になっている。

## 箱の中身（商品以外）
商品以外の箱の中身は、スクラッチカードとスマガチャKINGの紙が入っている可能性がある。

## 自販機のサイズ
| 型・ボタン数 | サイズ     |
| ------------ | ---------- |
| 16           | 60×100×200 |
| 25           | 60×130×200 |
| 36           | 60×150×200 |

## 設置エリア
東京、埼玉、神奈川、千葉、茨城、栃木、群馬、静岡